# حقوق آب کناررودخانه‌ای
حقوق آب کنار رودخانه‌ای (به انگلیسی: riparian water rights) (یا صرفاً حقوق حریم رودخانه یا حقوق کنار رودخانه‌ای)، نظامی جهت تخصیص آب میان کسانی است که مالک زمین‌های واقع در مسیر آب هستند. این حق از کامن لا انگلیس نشأت می‌گیرد. حقوق آب حریم رودخانه در بیشتر حوزه‌های قضائی که میراث «قانون مشترک» دارند، مانند کانادا، استرالیا و ایالات شرقی ایالات متحده وجود دارد.
مالکیت «زمین مشترک» می‌تواند به یک واحد افراز سازمان یابد: شراکتی که دربرگیرنده مالکان زمین ساحلی بوده و به صورت رسمی ناحیه آبی از آن اوست که نوع استفاده آن را مشخص می‌کند.

## اصل کلی
بر اساس اصل حریم رودخانه‌ای، تمام مالکان زمینی که املاکشان با بدنه آب در تماس است، حق دارند تا زمانی که آب از میان ملک آن‌ها یا فراتر از آن می‌رود، از آن به صورت مناسب استفاده کنند. در صورتی که آب کافی نباشد تا تمام استفاده‌کنندگان از آن مستفید شوند، معمولاً سهمیه‌ها در تناسب با خط جلوی منبع آب شکل داده می‌شوند. این حقوق را نمی‌توان فروخت یا منتقل کرد، به جز این که با زمین مجاور الحاق شده و تنها در اندازه‌های معقولی از آن زمین. آب بدون درنظرداشت حقوق مالکان زمین ساحلی پایین‌تر، نمی‌تواند خارج از حوضه آبریز منتقل شود.
حقوق ساحلی شامل مواردی است هم‌چون حق دسترسی به آب بازی، قایق‌رانی و ماهی‌گیری؛ حق لنگر اندازی تا محدوده که قابلیت کشتی‌رانی را دارد؛ حق بلند کردن ساختمان‌های مانند لنگرگاه، پایه‌ها و محل نگهداری قایق، حق استفاده از آب برای خانه، حق بزرگ سازی زمین در نتیجه نوسانات سطح آب و حق استفاده انحصاری در صورتی که آب قابل کشتی‌رانی نباشد. حقوق ساحلی هم‌چنان مربوط به «استفاده مناسب» است چون مربوط می‌شود به سایر مالکان ساحل تا اطمینان حاصل گردد که حقوق یک مالک با حقوق مالکان دیگر به صورت منصفانه و مساویانه، برابر باشد.

## انگلستان و ولز
حقوق آب حریم رودخانه و وظایف انگلستان و ولز توسط «نهاد محیط زیست» مشخص می‌شود.
حقوق ساحلی شامل موارد این می‌شود: مالکیت زمین تا مرکز مجرای آب، الا این که مشخص باشد آن قسمت تحت ملکیت شخص دیگری قرار دارد، حق آب که داخل زمین جریان می‌آبد با کیفیت و کمیت طبیعی آن، حق حفاظت از ملک در برابر سیلاب و زمین در برابر فرسایش در صورتی که تأییدیهٔ نهاد موجود باشد. حق ماهی‌گیری در مجرای آب الا این که آن حق فروخته یا اجاره شده و ماهی‌گیر، مجوز نهاد محیط زیست را داشته باشد.
وظایفی که از این مدل ظهور پیدا می‌کنند، عبارت اند از:
- عبور جریان آب بدون مانع، آلودگی یا انحراف آب طوری که روی حقوق دیگران اثر بگذارد.
- حفظ بستر و مسیر مجرای آب و پاکسازی زائدات، چه طبیعی باشند یا مصنوعی، حفظ جویچه‌ها، جالی‌های تصفیه، پاک کردن رسوبات آب‌گردان‌ها و دریچه‌های کارخانه‌جات.
- مسؤل بودن برای حفاظت از زمین در برابر سیلاب و ایجاد نکردن مانع موقتی یا دایمی، جلوگیری از عبور آزاد ماهی‌ها.
- پذیرفتن جریانات سیلاب حتی اگر به واسطه ظرفیت نامناسب مجرای آب ایجاد شده باشد، اما در قبال بهبود سازی ظرفیت تخلیه مجرای آب هیچ تکلیفی لازم نیست.

## ایالات متحده
ایالات متحده دو نوع حق آبی را برسمیت می‌شناسد. استفاده و پیروی، نظر به زمان و ایالت فرق می‌کند، ایالات غربی و خشک که زمانی جزء مکزیک و اسپانیا بودند، معمولاً از دکترین «تصاحب اولی» که با عنوان «اولین کسی که بیاید، اولین کسی است که خدمات می‌گیرد» نیز یاد می‌شود، پیروی می‌کنند اما حقوق آب برای ایالات شرقی بر اساس قانون جوار رودخانه‌ای است.

### حقوق جوار رودخانه‌ای
بر اساس قانون جوار رودخانه‌ای، آب مانند هوا، روشنی آفتاب یا حیات وحش یک کالای عامه است. دولت، ایالت یا افراد «صاحب» آن نیستند اما به عنوان بخشی از زمینی که بر روی آن می‌بارد یا از آن عبور می‌کند، شامل ساخته شده‌است.
برای شناسایی حدود حقوق جوار رودخانه‌ای، یک فرق واضح میان آب‌های قابل کشتی‌رانی (عامه) و آب‌های غیرقابل کشتی‌رانی وجود دارد. زمینی که تحت آب‌های قابل کشتی‌رانی قرار داشته باشد، تحت تملک ایالت بوده و تمام قوانین زمین عامه و در بیشتر ایالات حقوق اعتماد عمومی، برای آن برقرار است. آب‌های قابل کشتی‌رانی همچون شاهراه‌های عامه دیده می‌شوند طوری که هر نوع حق انحصاری ساحلی در خط بالایی آب ختم می‌شود. همانند یک جاده، هر نوع حق جوار رودخانه در مقایسه با حق عامه سفر در دریا مادون‌تر است و حقوق عامه تابع هر نوع حقوق مداخله و قدرت پلیس ایالتی می‌باشند. حق ساحلی یک حق فردی یا منافع آزادی نیست زیرا یافتن قابلیت کشتی‌رانی، ملکیت ایالت و فدرال را لازم می‌سازد، کشتی‌رانی در بستر دریاها یک مسئله فدرال بوده و بر اساس قوانین فدرال مشخص می‌گردد. ایالات قدرت این را دارند که محدوده اعتماد عامه را بالای دریاهای قابل کشتی‌رانی تعریف کنند. جریان‌های غیرقابل کشتی‌رانی مترادف ملکیت خصوصی یا در صورتی که در مرز واقع شده باشند، مترادف ملکیت مشترک می‌باشند.
ایالت می‌تواند خود را محروم از حق ملکیت بستر دریا بسازد، اما آب‌ها و استفاده از آب‌ها تابع بند تجاری، قانون اساسی ایالات متحده آمریکا می‌باشند، طوری که بند متذکره روی بستر دریاها یک حق ارتفاق یا خدمت اجباری را نگه می‌دارند تا به دولت فدرال کمک کند تجارت بالای بسترهای آبی قابل کشتی‌رانی را تنظیم نمایند.
استفاده مناسب از آب توسط مالک زمین ساحلی، منوط به «حق ساحلی» مالکان پایین‌رود است تا آن‌ها آبی با کمیت و کیفیت دست نخورده در دسترس داشته باشند. مقرره محیط زیستی آب‌های غیرقابل کشتی‌رانی فدرال، می‌تواند تابع «قانون آب پاک ۱۹۷۲»‏ باشند چون تمام آب‌های سطحی نهایتاً در بحرهای عامه می‌ریزند. این امر موضوع مباحثات سیاسی، مثل اجرای «قانون آب پاک» بوده‌است.

### مشارکت ایالات
دادگاه‌های فدرال از مدت‌های دور معتقد براین بودند که محدوده حق جوار رودخانه‌ای و عامه توسط قوانین ایالت تعیین می‌گردد. در خصوص آب‌های قابل کشتی‌رانی، قباله مربوط به خط پایین متوسط آب می‌شود. دادگاه عالی پنسلوانیا آن را بدین ترتیب تعریف کرده‌است: «خط پایین معمولی آب، یا ارتفاع آب در زمان‌های معمولی، توسط خشک‌سالی بی‌تکلیف باقی‌بماند». زمین‌های پایین‌تر از خط پایین آب در دریاهای قابل کشتی‌رانی، در ۱۳ ایالت اصلی، مربوط به دولت ایالت می‌شوند.
زمین‌های که در دریاهای قابل کشتی‌رانی، میان خطوط پایین و بالای آب قرار دارند، تابع قدرت‌های پلیس ایالات می‌باشند. در ارتباط با ۱۳ ایالت اصلی، بعد از تصویب قانون اساسی ایالات متحده، قباله چنین زمین‌های زیر آبی نزد چندین ایالت، مشابه به جاده‌های عامه یا معمولی می‌باشد.
زمانی که ایالات متحده، چه با خریداری یا هم از طریق معاهدات، زمین‌های جدیدی را بدست‌آورد، قباله شاهراه‌ها و بستر تمام آب‌های قابل کشتی‌رانی یا موجی به جز آن‌های که به‌طور معتبر به مالکیت خصوصی حاکمیت قبلی منتقل شده بودند، به ایالات متحده سپرده شدند. در جریان عصر قلم‌رو طلبانه، ایالات متحده این قباله‌ها را برای منفعت آینده ایالات که خارج از قلمرو باقی می‌مانده بودند، «در اعتماد» قرار داد. هر یک از ایالات ملزم بودند تا با «سهم مساوی» آمده و با ۱۳ ایالت اصلی متحد شوند. بر اساس دکترین سهم مساوی، به ایالات که جدیداً به قلم‌رو پیوسته بودند، به زمین‌های واقع شده در زیر آب‌های قابل کشتی‌رانی، قباله مالکیت مشابه به ۱۳ ایالت اصلی سپرده شد. به این ترتیب ایالات متحده توانست در جریان عصر قلم‌روطلبانه، بخشی از این زمین‌ها را تحت شرایط محدود ترویج تجارت شامل کند.
مالکیت زمین‌های واقع شده در زیر آب‌های قابل کشتی‌رانی بعد از تصویر «لایحه زمین‌های زیرآبی» توسط کنگره، حل گردید؛ قانون متذکره قباله ایالتی به بستر تمام آب‌های موجی و قابل کشتی‌رانی را تأیید کرد. زمانی که این قانون، قباله زمین‌ها را به ایالات منتقل ساخت، بستر آب‌های غیرقابل کشتی‌رانی به مثابه زمین‌های خشک قلم‌داد شده و به ایالات هم‌جوار سپرده شدند. آب‌های که در معرض جزر و مد هستند، حتی در صورتی که قابل کشتی‌رانی نباشند، به ایالات سپرده شدند، اما مالکیت و استفاده عامه این زمین‌ها مبتنی بر قوانین ایالات می‌باشد.